# Bataille de la rivière Wei
 (octobre 2024).
La bataille de la rivière Wei ((zh)) se déroula en novembre 204 av. J.-C. entre les Han et une force alliée des Qi et Chu (État). Le célèbre général Han Xin dirigeait la force Han, tandis que les Chu étaient dirigés par Long Ju (龍且) et les Qi par le roi Tian Guang (田廣). L'issue se solda par la conquête du royaume Qi par Han Xin.

## Historique
En -204, Han Xin achève la conquête de l'État de Zhao. Liu Bang (Han Gaozu) ordonne à de nombreux soldats et officiers de Han Xin de retourner dans la plaine centrale pour servir directement sous ses ordres, et il ordonne à Han Xin de lever une nouvelle armée parmi les habitants de Zhao pour attaquer l'État de Qi.
Qi était le dernier des royaumes du nord à ne pas s'être soumis à Liu Bang et, en -205, son formidable général Tian Heng, membre du clan royal Tian, avait auparavant contraint Xiang Yu à des négociations, utilisant les forteresses et la loyauté populaire envers la dynastie Qi pour épuiser les armées de Chu,.
Qi était d'une grande utilité pour les Han. Non seulement c'était le plus riche et le plus peuplé des royaumes du nord, Xiang Yu l'utilisant beaucoup pour nourrir ses armées ; il était également situé directement au nord de Chu et permettrait à Han Xin d'envahir le cœur du Chu à l'est de la plaine centrale, où Liu Bang et Xiang Yu étaient pris dans une impasse. De plus, en conquérant Qi, Han Xin mènerait à son terme sa stratégie dans le nord chinois.
Cette stratégie visait à garantir à Liu Bang la main-d'œuvre, la nourriture et les richesses du nord de la Chine tout en gardant Xiang Yu occupé dans la plaine centrale de la Chine. Ceci est réalisé en basant Liu Bang dans la plaine centrale à Xingyang et Chenggao, car la querelle entre Liu Bang et Xiang Yu, deux anciens frères jurés, est à la fois politique et personnelle.

## Invasion des Han
Han Xin fini de lever et d'entraîner sa nouvelle armée en quelques mois seulement, mais Liu Bang envoi le célèbre diplomate Li Yiji (酈食其) persuader le roi de Qi, Tian Guang, de changer d'allégeance à la faveur des Han. Liu Bang le fait sans en informer son général Han Xin, mais ce dernier l'apprend par des voies officieuses. Le conseiller de Han Xin, Kuai Tong, le convainc d'envahir Qi de toute manière, puisque c'est l'ordre qu'il avait reçu de Liu Bang, et, selon Kuai, il eut été injuste que Li Yiji vole la conquête militaire par le général Han Xin à cause de négociations habiles.
En octobre, Han Xin traverse Qi et surprend et vainc l'armée Qi à Lixia. Tian Guang pense que Li Yiji l'a trompé et le fait cuire vivant.
Pendant ce temps, Han Xin marche directement vers Linzi, la capitale de Qi, et prend le contrôle de la ville. En fuyant, Tian Guang demande de l'aide à Xiang Yu. Xiang Yu a réalise la gravité de la situation et agit plus rapidement que jamais pour contrer Han Xin. Auparavant, Xiang Yu avait envoyé des forces pour contester la conquête de l'État de Zhao par Han Xin, mais cette fois, il envoya immédiatement son meilleur général, Long Ju, avec une très grande armée, pour se combiner avec l'armée royale de Qi.

## Bataille
Ainsi, en novembre, la coalition Chu-Qi campe sur la rive sud de la rivière Wei, face à l'armée de Han Xin arrivant du nord. En amont, Han Xin construit secrètement un barrage de fortune avec des sacs de sable pour abaisser le niveau de l'eau. On conseille à Long Ju de mener une lente bataille d'usure, car l'armée de Han Xin est réputée habile et vaillante au combat. Un officier Chu suggère qu'ils encouragent des rébellions Qi contre les troupes de Han Xin en leur faisant parvenir la nouvelle de la survie de leur roi Tian Guang ; cet officier note également que l'armée Han pourrait avoir du mal à se nourrir, étant loin de chez elle. Il souligne que les soldats Qi pourraient être plus enclins à battre en retraite, leurs maisons étant à proximité. Cependant, Long Ju est déterminé à mener une bataille décisive.
Un matin, Han Xin traversa la rivière abaissée et attaqua les forces de Long Ju. Ensuite, il feignit une retraite, entraînant les forces de Long Ju à travers la rivière à sa poursuite. Long Ju a mené l'avant-garde à sa poursuite, mais alors qu'une partie seulement de son armée avait traversé la rivière, les soldats de Han Xin ont libéré le barrage. De cette façon, ils isolèrent Long Ju et son avant-garde, et Long fut abattu au combat. Un autre général Chu, Zhou Lan, a été capturé, et l'armée Chu sans chef a rapidement paniqué et s'est désintégrée. Ayant perdu leurs alliés, l'armée Qi s'enfuit et se divisa en forces plus petites,.